# ハモンド (インディアナ州)
ハモンド（英: Hammond、[ˈhæmənd] ）は、アメリカ合衆国インディアナ州のレイク郡にある都市。人口は7万7879人（2020年）。シカゴ都市圏に含まれる。

## 歴史
1847年前後、最初の恒久的な居住者がミシガン湖南岸のグランド・カルメット川とリトル・カルメット川の間に現れた。この最初の定住者はドイツ人の農家で、ヨーロッパから土地やチャンスを求めてやって来た。それ以前には、この地域ではインディアンの部族、探検家、駅馬車、西部への補給路などが交差していた。
立地が良く、ミシガン湖から豊富な淡水が得られたことにより、1869年にジョージ・H・ハモンド社が食肉加工場を建設し市の産業化が始まった。また商人や農家もこれに続いて増加した。
ハモンドは1884年4月21日に法人化され、市名はデトロイトで精肉店を営み、食肉加工工場を建設したジョージ・H・ハモンドから採られた。
ハモンドは、レイク郡では1834年に設立されたクラウンポイント市に次いで歴史のある都市である。Encyclopedia of Chicagoによれば、ジョージ・ヘンリー・ハモンドは生肉の鉄道輸送に冷蔵車を使用したパイオニアで、この方法をミシガン州デトロイトにあった彼の小さな加工場で初めて実践した。
1868年、ハモンドは冷蔵車の設計で特許を取得した。1870年代前半、彼はミシガン・セントラル鉄道に沿ってインディアナ州北部に新たな加工場を建設した。ジョージ・H・ハモンド社の売上高は1873年までに100万ドル、1875年までには約200万ドルに達した。同社のハモンドにあった大加工場はシカゴのユニオン・ストック・ヤードと肩を並べていた。
ネブラスカ州オマハに新たな加工場が建設された1880年代半ばまでには、ハモンドでは年間10万頭以上の牛を解体し、また800台以上の冷蔵車を保有していた。ハモンドが1886年に亡くなった後、ハモンド社の重要性は失われ、シカゴの大規模な加工業者にはもはや太刀打ちできなくなった。19世紀から20世紀の変わり目にかけてハモンド社はシカゴの業者に買収・合併され、ナショナル・パッキング社となった。
1918年6月22日、ハモンド・サーカストレイン衝突事故が市の8.9km東で発生し、86人が死亡、127人が負傷した。
1960年国勢調査によれば、ハモンドの人口は過去最高の111,698人に達した。

## 地理
ハモンドは北緯41度36分40秒 西経87度29分35秒 / 北緯41.61111度 西経87.49306度に位置している。
市の標高は176mから186mの範囲である。市はかつてのシカゴ湖の湖岸付近に位置している。市の大半は砂質土壌で、黒色の表土の層は0〜1m余りの厚さである。砂が露出している場所では、その多くがコンクリートやガラスの製造といった工業用として取り出された。

### 湖沼・河川
- グランド・カルメット川
- リトル・カルメット川
- ジョージ湖
- ミシガン湖
- オックスボウ湖
- ウルフ湖

### 隣接している市町村
- バーナム
- カルメットシティ
- シカゴ
- ランシング
- イーストシカゴ
- ゲーリー
- グリフィス
- ハイランド
- マンスター
- ホワイティング

## 人口動態
以下は2010年国勢調査による人口統計データである。
| 基礎データ - 人口: 80,830人 - 世帯数: 29,949 世帯 - 家族数: 19,222 家族 - 人口密度: 1,370.0人/km2（3,548.3人/mi2） - 住居数: 32,945 軒 - 住居密度: 558.4軒/km2（1,446.2 軒/mi2） 人種別人口構成 - 白人: 59.4% - アフリカン・アメリカン: 22.5% - ネイティブ・アメリカン: 0.5% - アジア人: 1.0% - その他の人種:13.3% - 混血: 3.3% - ヒスパニック・ラテン系: 34.1% | 年齢別人口構成 - 18歳未満: 27.6% - 18-24歳: 10.1% - 25-44歳: 27.3% - 45-64歳: 24.2% - 65歳以上: 10.7% - 年齢の中央値: 33.3歳 - 性比 - 男性: 49.0% - 女性: 51.0% 世帯と家族（対世帯数） - 18歳未満の子供がいる: 36.2% - 結婚・同居している夫婦: 37.0% - 未婚・離婚・死別女性が世帯主: 19.7% - 未婚・離婚・死別男性が世帯主: 7.5% - 非家族世帯: 35.8% - 単身世帯: 30.3% - 65歳以上の老人1人暮らし: 9.7% - 平均構成人数 - 世帯: 2.67人 - 家族: 3.36人 |

## インフラ

### 交通
ハモンドの道路の大半はシカゴと同じように格子状に広がっている。シカゴでは、南北方向の道路に面した家はマディソン・ストリートを基準点として、1マイルを800分割して住所番号が振られている。ハモンドでは、その番号の最初の「1」が省略されている。
そのため、イリノイ州のシカゴの南部では5桁で住所番号が表示されるが、ハモンドでは4桁で表示される。イリノイ州とインディアナ州の州境は東西方向の道路に面した家の基準点となっている。
ホワイティング、マンスター、ハイランドといったインディアナ州北西部の都市も、ハモンドと同様のナンバリング方式を採用している。ダイアーでは南北方向の道路で最初の「2」が省略されているが、ダイアーとマンスターの境界のすぐ北側では「1」から始まる5桁の住所番号が振られている場所が一部存在する。
イーストシカゴでは東西方向については市の中心部にある運河を基準点としているが、南北方向についてはハモンドと同様のものを使用している。

### 公共交通機関
サウスショアー線はシカゴとサウスベンドを結ぶ通勤路線で、ホーマン・アベニューに駅がある。インディアナ州北部通勤輸送公団によって運営されている。
全国的な旅客鉄道運行会社であるアムトラックは、シカゴとデトロイトの北にあるミシガン州ポンティアック間を結ぶウルヴァリン号を運行しており、市内にハモンド - ホワイティング駅がある。ここでは預け入れ手荷物の取り扱いは行われないが、ブリーフケース、ハンドバッグ、ラップトップバッグ、乳児用品などの「手回り品」に加え、スーツケースを2つまで車内に持ち込める。
市から最も近い空港はシカゴ市内にあるシカゴ・ミッドウェー国際空港で、約25マイル離れている。
バス路線は、2010年にハモンド・トランジット・システムから商標変更されたイージーゴー・レイク・トランジットが運行されており、北西インディアナ地域バス局が責任を負っていた。2012年6月30日に、資金不足によりすべてのバスは廃止された。このほか、Paceの350番線、364番線、GPTC（Gary Public Transportation Corporation）の12番線（トリシティ・コネクション）のバス停が市内のダン・ランビン・トランジット・プラザにある。

### 病院
ハモンドにある唯一の病院はフランシスカン・セントマーガレット病院で、イリノイ州カルメットシティとの境界、ステートライン・ロードに位置する。この病院はインディアナ州北西部、またシカゴ南部の郊外において狭心痛センターに認定されている。病院は1898年に開業し、当初はセントマーガレット病院と呼ばれていた。1990年代にダイアーのOur Lady Of Mercy病院と合併し、フランシスカン・アライアンス社の一部となった。

### ライフライン
- 電気・ガス - ハモンドで使われる電気・天然ガスのほぼ全てはNiSource社のNIPSCOによって生産される。

- 水道 - 市の水道のほぼ全ては市が運営するハモンド水道局によって賄われる。

## 主な企業
市内で従業員が200人以上の企業は以下の通りである

## 主な雇用者
| 順位 | 雇用主                                 | 従業員数 |
| ---- | -------------------------------------- | -------- |
| 1    | スクール・シティ・オブ・ハモンド       | 2418     |
| 2    | ホースシュー・カジノ                   | 2094     |
| 3    | フランシスカン・セントマーガレット病院 | 1588     |
| 4    | Lear社                                 | 783      |
| 5    | ハモンド市                             | 760      |
| 6    | インディアナ・ハーバー・ベルト鉄道     | 756      |
| 7    | ウォルマート                           | 531      |
| 8    | コントラクト・サービスズ・グループ     | 300      |
| 9    | Strack & Van Til                       | 284      |
| 10   | カーギル                               | 256      |
| 11   | ユニリーバ                             | 252      |
| 12   | モリソン建設会社                       | 235      |
| 13   | カベラス                               | 214      |

## 教育
インディアナ州法に基づき、市から独立した学校法人のスクール・シティ・オブ・ハモンドが公立学校を運営している。

### 高校
- エリア・キャリアセンター
- ジョージ・ロジャース・クラーク高校
- ギャビット高校
- ハモンド高校
- モートン高校

### 中学校
- ジョージ・ロジャース・クラーク中学校
- ヘンリー・W・エガーズ中学校
- ギャビット中学校
- スコット中学校

### 小学校
- コロンビア小学校
- エジソン小学校
- ベンジャミン・フランクリン小学校
- ウォーレン・G・ハーディング小学校
- ジョセフ・ヘス小学校
- ワシントン・アーヴィング小学校
- トーマス・ジェファーソン小学校
- ケンウッド小学校
- ラファイエット小学校
- リンカーン小学校
- メイウッド小学校
- モートン小学校
- フランク・オバノン小学校
- ルー・ウォーレス小学校

### チャーター・スクール
- ハモンド科学技術アカデミー（HAST）

### 私立学校
- ビショップ・ノール・インスティテュート
- シカゴ・バプティスト・アカデミー
- シティ・アプティスト高校
- ヘーゼル・ヤング・アカデミー
- モンテッソーリ・チルドレンズ・スクールハウス
- セントカシミール
- セントキャサリン・オブ・シエナ
- セントジョン・ボスコ
- セントジョン・ザ・バプティスト

### 大学
- カリュメット大学セントジョセフ校
- ハイルズ・アンダーソン大学
- カプラン大学
- パデュー大学カリュメット校

### 公立図書館
ハモンド市立図書館はステート・ストリート564番地にあり、スザンヌ・G・ロング地域歴史室を併設している。かつてはE・B・ヘイワード分館が172番ストリート1212番地、ハワード分館がグランド・アベニュー7047番地にあったが、いずれもすでに閉鎖している。

## 行政
ハモンドはインディアナ州法の下で市として法人化している。それゆえ、市長と定数9名の市議会を置いている。ハモンド市役所はキャルメット・アベニュー5925番地にある。ハモンド市議会は毎月第2・第4月曜日に開かれる。
市役所2階には市裁判所があり、レイク郡内に限って司法権を行使している。裁判所では条例違反や特定の刑事事件だけでなく、債権取り立てや立ち退き命令についても処理している。

### 歴代市長
| 代 | 氏名                                | 任期      | 政党   |
| -- | ----------------------------------- | --------- | ------ |
| 1  | マーカス・トウル                    | 1884–1888 | 共和党 |
| 2  | トーマス・ハモンド                  | 1888–1893 | 民主党 |
| 3  | パトリック・レイリー                | 1893–1894 | 民主党 |
| 4  | フレッド・R・モット                 | 1894–1898 | 共和党 |
| 5  | パトリック・レイリー                | 1898–1902 | 民主党 |
| 6  | Armanis F. Knotts                   | 1902–1904 | 共和党 |
| 7  | ローレンス・ベッカー                | 1904–1911 | 民主党 |
| 8  | ジョン・D・スモーリー               | 1911–1918 | 民主党 |
| 9  | ダニエル・ブラウン                  | 1918–1925 | 共和党 |
| 10 | エイドリアン・E・ティンカム         | 1925–1930 | 共和党 |
| 11 | チャールズ・O・ショーナート         | 1930–1935 | 共和党 |
| 12 | フランク・マーティン                | 1935–1942 | 民主党 |
| 13 | G・バートラム・スミス               | 1942–1948 | 民主党 |
| 14 | ヴァーノン・C・アンダーソン         | 1948–1956 | 共和党 |
| 15 | エドワード・ダウリング              | 1956–1968 | 民主党 |
| 16 | ジョセフ・クレン                    | 1968–1976 | 民主党 |
| 17 | エドワード・J・ラスコスキー         | 1976–1984 | 民主党 |
| 18 | トーマス・M・マクダーモット・シニア | 1984–1992 | 共和党 |
| 19 | Duane Dedelow, Jr.                  | 1992–2004 | 共和党 |
| 20 | トーマス・マクダーモット・ジュニア  | 2004-     | 民主党 |

## スポーツ
ハモンドは1972年のリトルリーグ・ワールドシリーズで、台湾の台北に次いで準優勝の成績を残した。

### ハモンド・プロズ（1920〜1924年）
ハモンド・プロズはアメリカでも最も早く組織されたアメリカンフットボールチームの一つである。1920年にアメリカン・プロフェッショナル・フットボール・アソシエーションが発足し、ハモンド・プロズはリーグ創設当初から参加した。1922年にリーグ名はNFLへと改名された。しかし1924年、NFLはチーム数を削減することを決定し、単に規模が小さかったハモンド・プロズはオハイオ州アクロンへと移転した。
ハモンド・プロズが存在していた4年間だけで、当時NFLに9人しかいなかったアフリカ系アメリカ人のうち6人がプロズでプレーした。プロズにも所属していた、NFLで初のアフリカ系アメリカ人のヘッドコーチのフリッツ・ポラードはプロフットボール殿堂入りしている。

## 著名な人物
- テリー・ファンク - プロレスラー、俳優
- ドリー・ファンク・シニア - プロレスラー
- アーロン・ローザンド - ヴァイオリニスト
- スコット・シェルドン - プロ野球選手。オリックス・ブルーウェーブに2002年〜2003年まで所属した
- ジョーダン・シェーファー - プロ野球選手
- グレン・マイケル・サウザー - 軍人。ソビエト連邦のスパイとなった

## 姉妹都市
- ガラツィ（ルーマニア）1997年〜